# Guldhedstorget

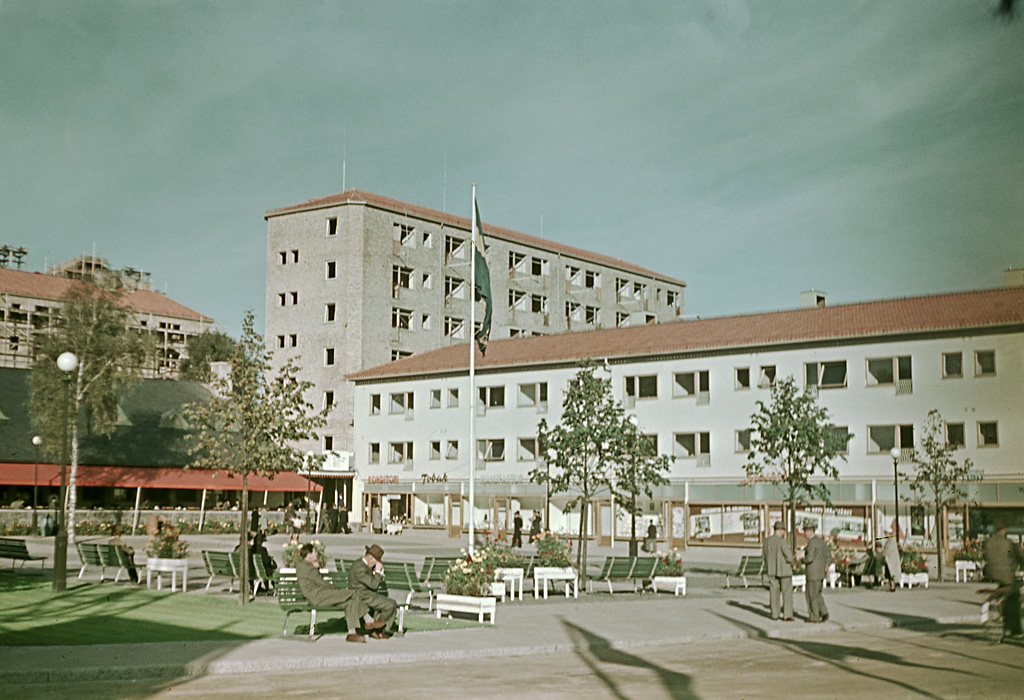
Guldhedstorget 1944

Guldhedstorget är ett stadsdelstorg i norra Guldheden i Göteborg. Det fick sitt namn 1945 efter sin centrala plats inom norra Guldheden, som då var under uppförande som en del av utställningen Bo Bättre. Entrén till utställningen var placerad precis där Reutersgatan möter Guldhedsgatan. Själva torgytan är cirka 1 800 kvadratmeter stor. Två låga huskroppar avgränsar torget på varsin sida, en tidigare restaurangbyggnad och ett lamellhus i tre våningar. Sydost om torget ligger trafikknutpunkten Wavrinskys plats.
Torget ingår i kommunens bevarandeprogram enligt Värdefulla miljöer 1985, Bevaringsprogram 1987. Området har dessutom pekats ut som riksintresse för kulturmiljövården enligt de bestämmelser om numera återfinns i 3 kap 6 § miljöbalken.

## Historia
Den dåvarande stadsplanechefen i Göteborg, Tage William-Olsson, lät samla allt serviceutbud vid Guldhedstorget. Undantaget var mjölkaffärerna som fick speciella lokaler, utspridda i området. För de kringboende blev torget en naturlig träffpunkt med butiker, postkontor, lekstuga, centralgarage, kollektivhuset samt bostäder för "den husliga arbetstjänsten." Restaurangen vid torgets nordöstra del hade även en uteservering, vilket skapade en bra miljö på torget. Planerna på en biograf skrinlades och istället uppfördes senare ett punkthus på platsen. Byggnaderna vid torget ritades av arkitekterna Gunnar Wejke och Kjell Ödéen. Betongplattor blandade med skifferplattor utgör torgets markbeläggning.
Det sju våningar höga Kollektivhuset uppfördes i gult tegel, och ritades av Erik Wihlborg. Det hade smålägenheter för ensamhushåll, men omvandlades efter kort tid till studentbostäder. Senare har fasaden täckts med puts.
Sydväst om torget uppfördes 1963 ett niovåningars punkthus i gult tegel, ritat av Kjell Ödéen. Lägenheterna var alla sexrummare på 150 kvadratmeter, med en banklokal i bottenvåningen och ett garage i källaren.
I en park vid torget finns bronsskulpturen "Sommar" av Nils Sjögren, som avtäcktes 1947. Mellan åren 1945 och 1948 fanns såsom ett provisorium verket "Susanna" på platsen, en knäsittande bronsflicka vid en snäcka, skapad av Carl Milles. Skulpturen är inspirerad av Susanna i badet och återfinns sedan 1948 som utsmyckning vid Kvilletorget. 
Guldhedsgården ligger i områdets inre del, och innehåller barnstuga och en samlingslokal. I vinkel ligger två putsade längor i 1-2 våningar och däremellan en med träfasader klädd paviljong.

## Restaurang Guldheden
Restaurang Guldheden vid torget invigdes den 18 augusti 1945 och stängde för gott 1976 efter en brand som förstörde inredningen. Senare inreddes byggnaden till kontor.
Byggnaden har en våning med spritputsade fasader samt ett brant sadeltak, täckt med skiffer och med spetsiga takkupor. En stor öppen veranda mot torget avgränsas med en låg mur av natursten. Pelare bär upp det utskjutande taket. De är murade med naturstensplattor och likaså har golvet också naturstensbeläggning. En robust trädörr med enkel dekor utgör huvudentré, där en halvcirkelformad stentrappa leder till torgplanet. En liten sexkantig paviljong hör också till restaurangen. På det spetsiga, utsvängda taket sitter en spira med årtalet 1945 samt är omgiven av figurer i en ring. Väggpanel klär torgfasaden, och dekorbanden är diagonalt putsade.

## Affärerna
Kring juletid 1945 öppnade de åtta affärerna på Guldhedstorget: konfektaffär, charkuteri, specerihandel, bröd- och mjölkbutik, fiskaffär, manufakturaffär, tobaksaffär och konditori.

## Olssons trädgård
Ursprunget till odlingen var en mosse som dikades ut 1914, av "en företagsam man," som delade upp jorden i kolonilotter och hyrde ut dem för 5 öre/kvadratmeter. Efter några år tröttnade han emellertid på verksamheten och Karl Oskar Olsson kunde då ta över större delen av marken. Den skadliga rundmasken potatisål gjorde att den sortens odling inte lönade sig, och istället övergick paret Olsson till blommor och grönsaker. Det gick så bra för dem att de 1935 fick tredje pris i en tävling som bland andra den Lindbergska fonden utlyst. Göteborgs stad ägde hela tiden marken för trädgården, och Olsson fick "låna" den på villkoret att han omgående kunde flytta därifrån så snart staden behövde marken.
"Olssons trädgård" vid torgets nordvästra del - mellan dammen och torget - är uppkallad efter plåtslagaren Karl Oskar Olsson, alltid bara Olsson kallad, som hade sin stuga och trädgård här. På inrådan av sin läkare lät han 1932–1938 efter sin pension odla fram en blomsterträdgård här. Det fanns växter här som även Göteborgs botaniska trädgård saknade. Olsson hann med sju landskap före sin bortgång, i sin ambition att trädgården skulle representera alla landskap. Han målade även tavlor och gick en tid på Valands målarskola.
När bebyggelsen trängde sig på beslöts att trädgården skulle utökas och bevaras. Det var den dåvarande stadsplanechefen Åhrén som besökt Olsson och tagit beslutet. En inskription till minne av Olssons insatser finns på den lilla klosterbrunnen vid Guldhedstorget. Olsson tillverkade järnbågen över brunnen av sin grannes gamla bröllopssäng.
Då Olsson höll på med att plantera vattenväxter i sin damm, fick han stelkramp genom ett sår på ett finger. Trädgården blev därmed även hans död under sommaren 1938 på Sahlgrenska sjukhuset. Hans son tog därefter över skötseln av trädgården, för att senare lämna över till ansvarig arkitekt Anna Branzell och stadsträdgårdsmästaren.
Genom park- och naturförvaltningen och landskapsarkitekt Lisa Lindgren har platsen rustats upp 2007 och utvecklats vidare.

## Galleri

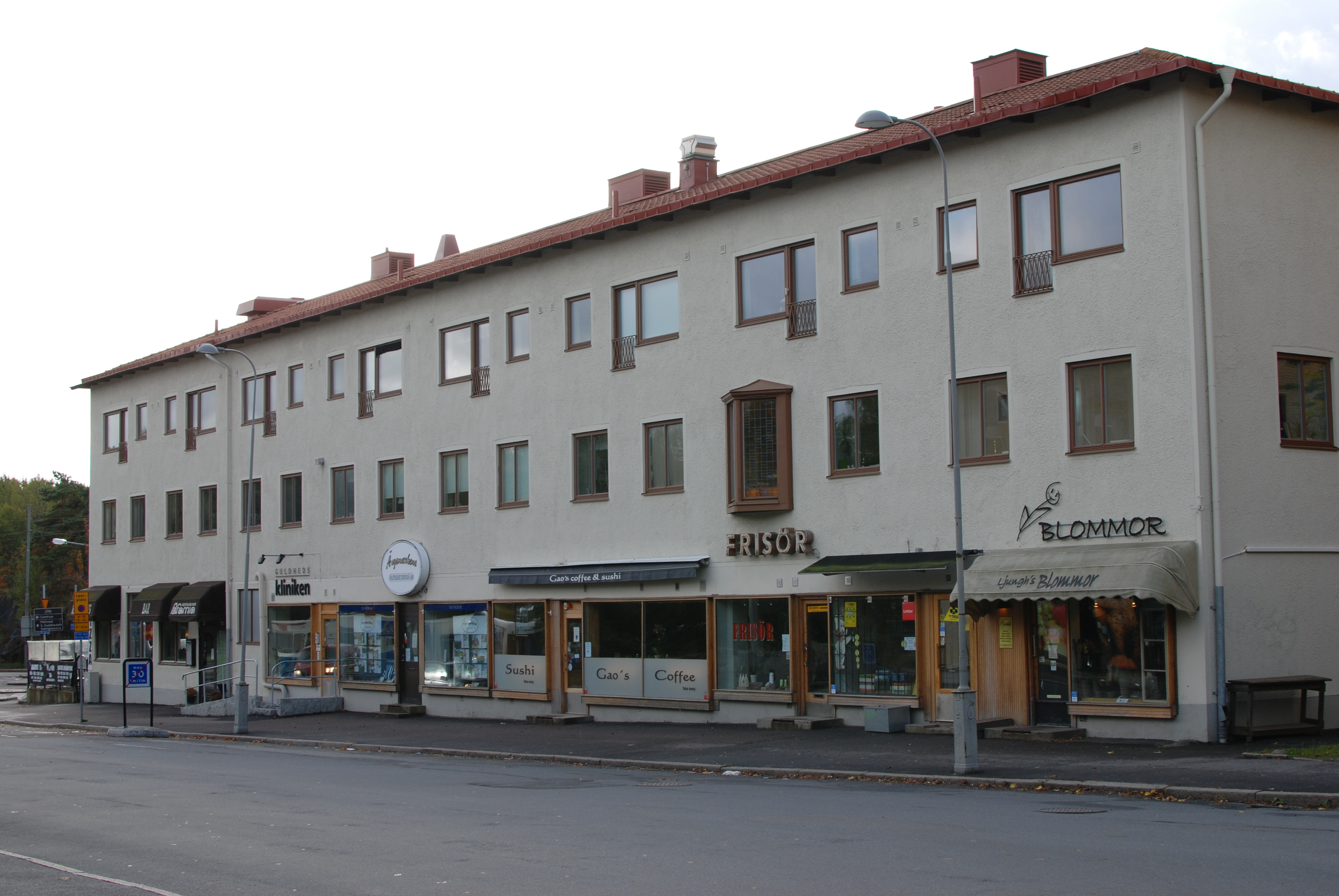
Guldhedstorget/ Reutersgatan 2.
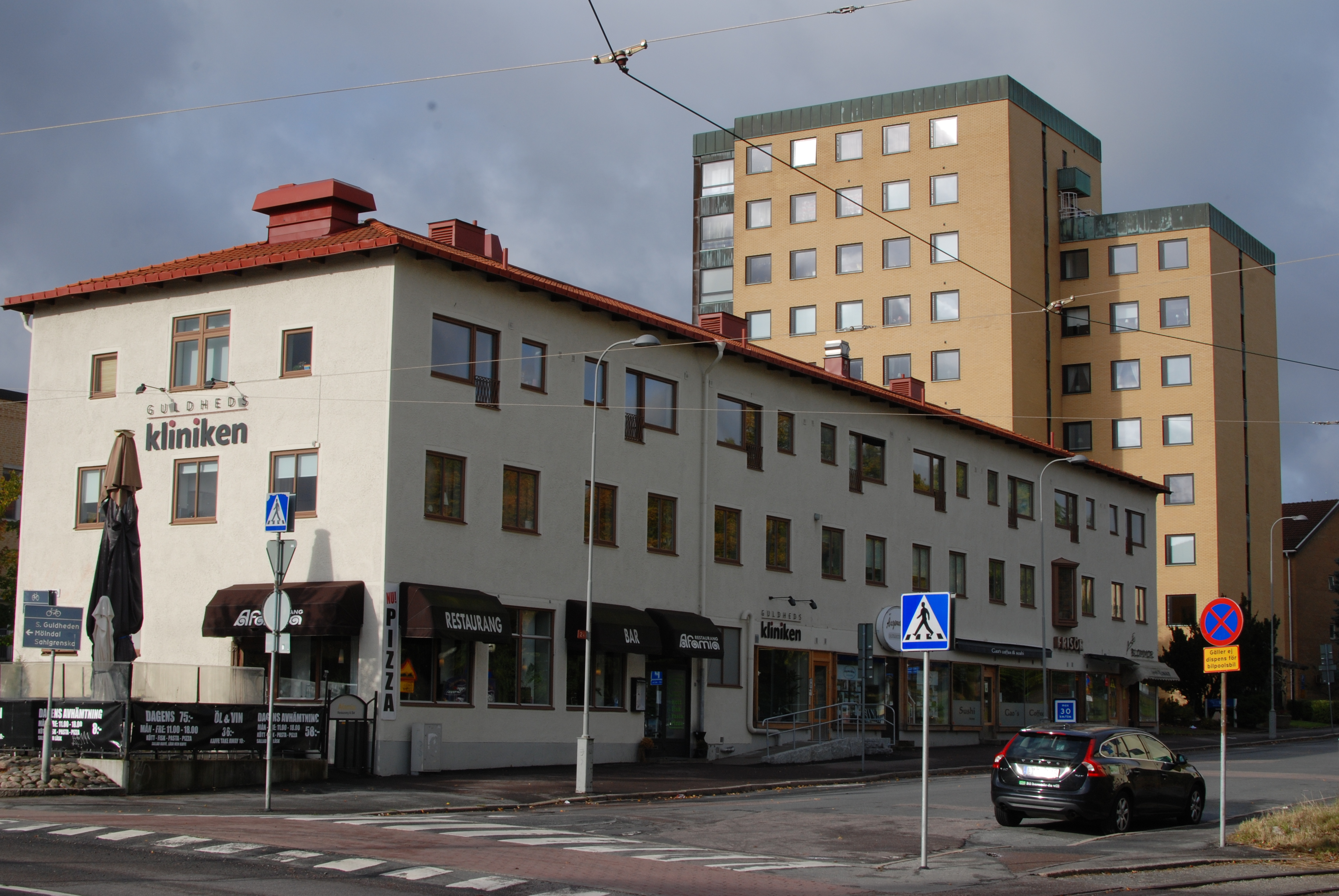
Guldhedstorget/ Reutersgatan 2 med punkthuset från 1963.
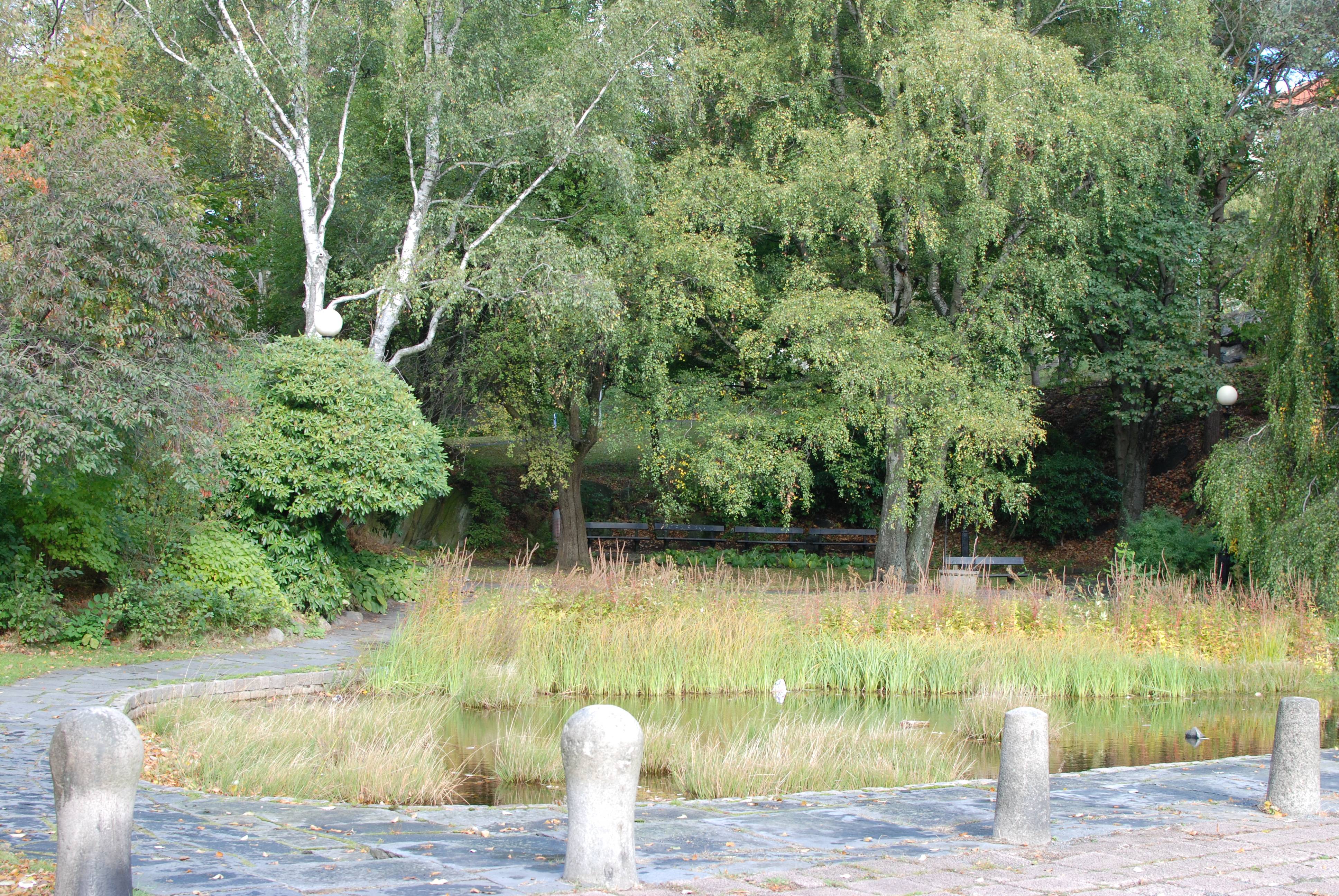
Parken.
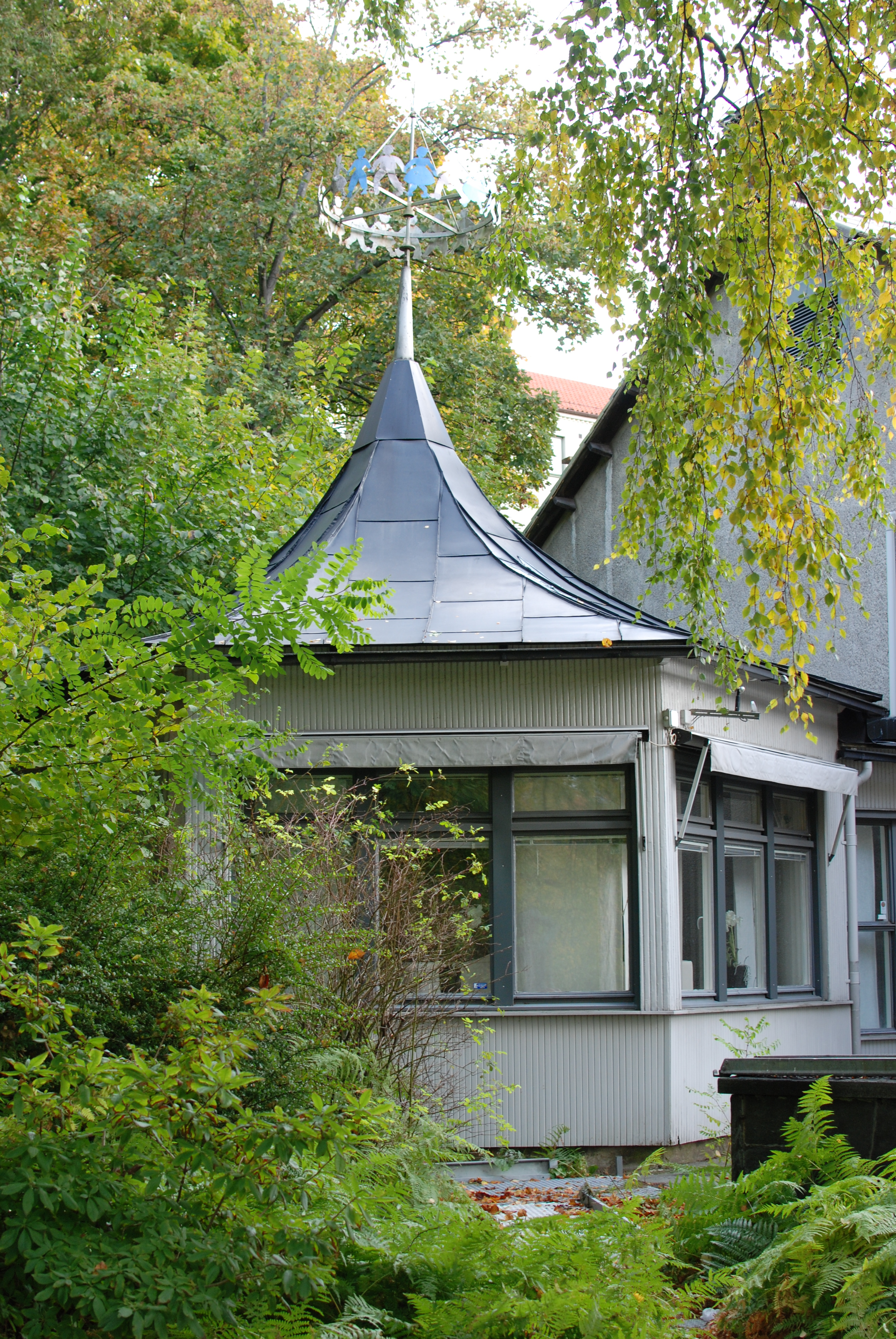
Paviljongen.
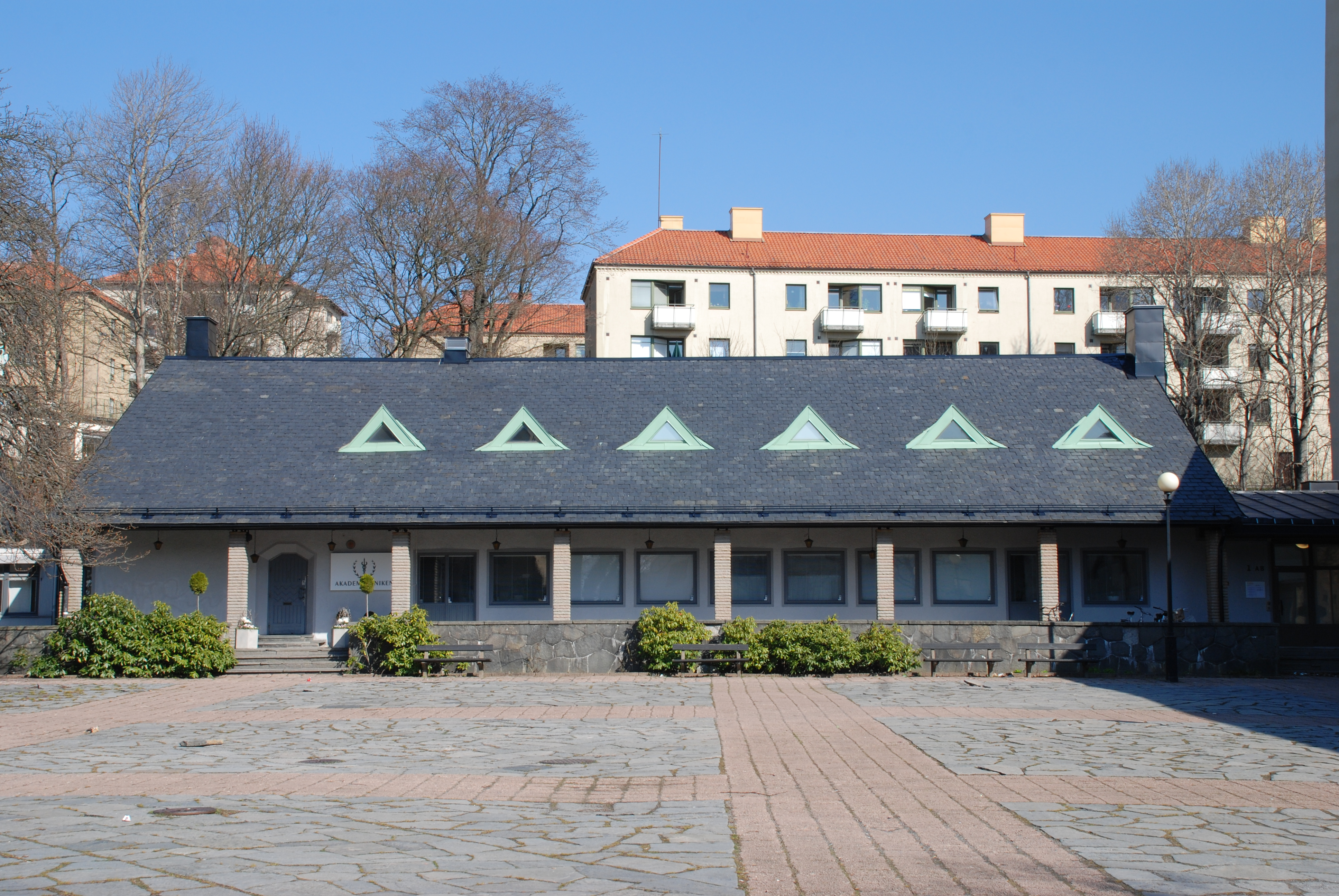
Restaurang Guldheden.
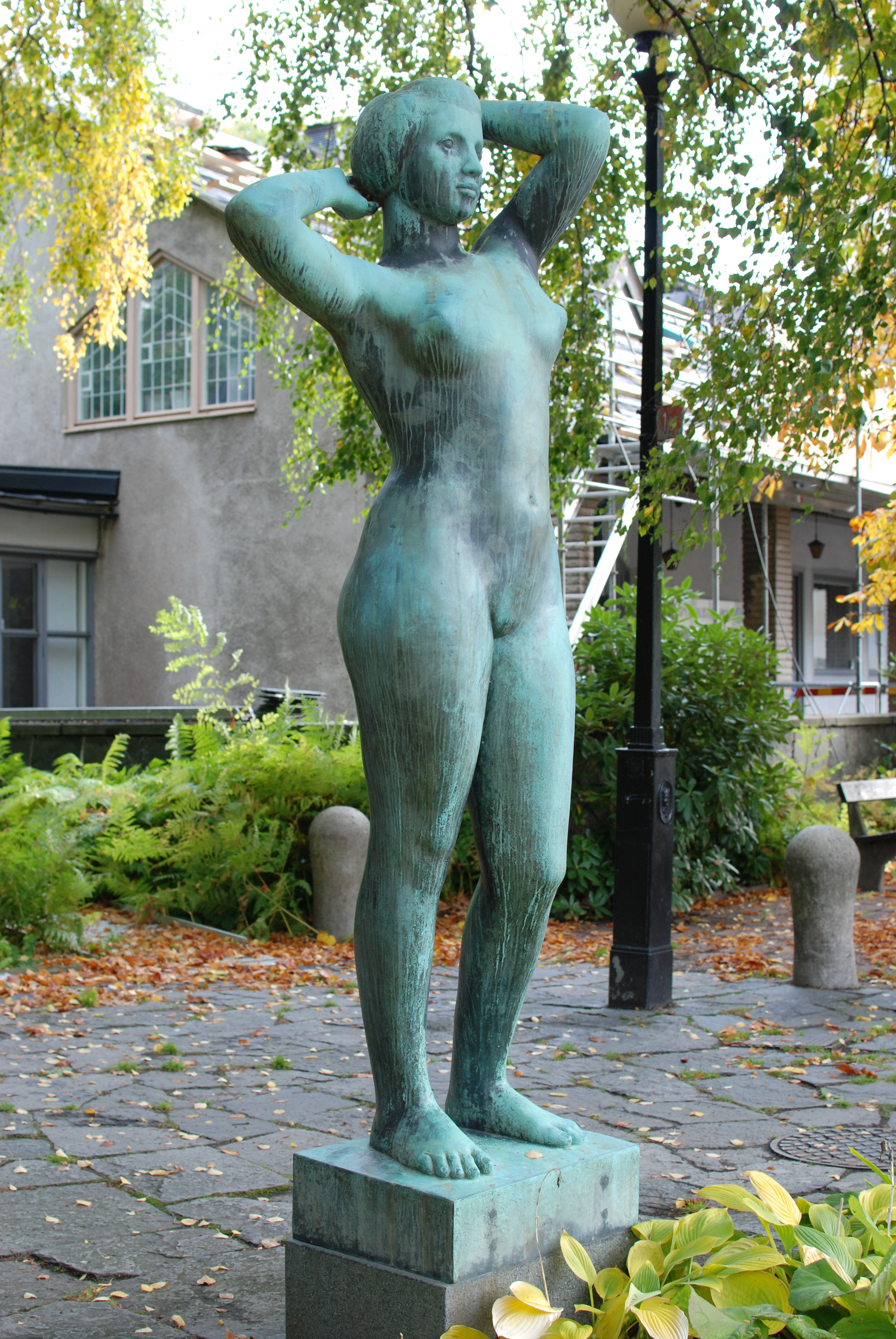
Skulpturen Sommar.